# Hobit (roman)
Hobit je prva knjiga J. R. R. Tolkiena zamišljena kao fantastični roman za djecu i odrasle. Prvi put je izdan 21. rujna 1937. Iako zamišljen kao roman za djecu, stekao je popularnost i među odraslima. Priču je nazvao "Tamo i opet natrag" te prati dogodovštine hobita Bilba Bagginsa i njegovih suputnika. Kako je priča stekla veliku popularnost, publika je tražila još te je izdana knjiga Gospodar prstenova.

## Radnja
Radnja započinje kada u kuću Bilba Baginsa upadaju čarobnjak Gandalf i 13 patuljaka: Thorin Hrastoštit,  Óin, Glóin (njegov sin Gimli je jedan od glavnih likova u Gospodaru prstenova), Dwalin, Balin (Bio je Gimlijev rođak koji je zaposjedao u Khazad-Dumu), Bifur, Bofur, debeli Bombur, braća Fíli i Kíli, Dori, Nori i Ori). Oni nagovaraju Bilba da krene s njima na putovanje, te ubrzo kreću. Ubrzo družinu zarobljavaju 3 Trola, no Trolovi se ne uspijevaju skriti od sunca i skamenjuju se. Družina uzima dijelove njihova blaga i ide u Rivendell. Odatle kreću na planinu Erebor kako bi ubili zmaja Smauga. Nakon polaska iz Rivendella zarobili su ih Goblini no uspijevaju pobjeći. Za vrijeme bježanja Bilbo se izgubi, te u mraku nađe Jedinstveni Prsten. Uz pomoć orlova uspijevaju prijeći preko Maglenoga gorja, te dolaze u kuću Beorn. Nakon toga odlaze u Mrkodol gdje ih je zarobio kralj mrkodolskih vilenjaka Thranduil. No opet uspijevaju pobjeći u vinskim bačvama te dospijevaju u Jezergrad. U Jezergradu se opskrbljuju i kreću na planinu. Bilbo uspijeva ukrasti zlatni pehar, a Smaug iz osvete napada Jezergrad. Tu Bard iz Dolja uspijeva ubiti zmaja. Družina ostaje zatvorena u planini, a vojske ljudi iz Jezergrada, vilenjaci iz Mrkodola te patuljci iz Željeznoga gorja kreću po blago. Vojske se spremaju za napad, no tada ih napadaju Goblini iz Maglenoga gorja i oni se ujedinjuju, a orlovi se kasnije priključuju u bitku. Uz velike gubitke protugoblinska vojska pobjeđuje i dijele blago na jednake dijelove. Ta bitka se još naziva bitka pet vojski.

## Adaptacije
Hobit je u više navrata prilagođen za film (1977., 1985. i u tri nastavka 2012., 2013. i 2014.), a na temelju predloška su izrađene i kompjuterske igre.